# Muhammad al-Baszir
Muhammad al-Baszir (arab. ‏محمد البشير‎, ur. 1983 w Dżabal Zawija) – syryjski inżynier i polityk, od 10 grudnia 2024 r. do 29 marca 2025 były premier Rządu opiekuńczego Syrii. 
Od 13 stycznia do 10 grudnia 2024 r. pełnił również funkcję premiera opozycyjnego, wspieranego przez HTS, Rządu Ocalenia Syrii.

## Wczesne życie i edukacja
Al-Bashir urodził się w 1983 roku we wsi Mashoun, położonej w regionie Dżabal Zawija w prowincji Idlib. W 2007 roku ukończył studia na kierunku elektrotechnika na Uniwersytecie w Aleppo. W 2011 roku al-Baszir został szefem działu instrumentów precyzyjnych w zakładzie gazowym Syryjskiej Spółki Gazowej. W 2021 roku uzyskał dyplom z szariatu i prawa na Uniwersytecie w Idlibie, a także certyfikaty z zakresu organizacji administracyjnej i zarządzania projektami.

## Kariera polityczna
Zanim został mianowany ministrem w Rządzie Ocalenia, al-Baszir przez dwa i pół roku pełnił funkcję dyrektora edukacji islamskiej w ministerstwie wakfu. Następnie pełnił funkcję zastępcy dyrektora, a następnie dyrektora ds. stowarzyszeń w ministerstwie rozwoju i pomocy humanitarnej. W latach 2022–2023 Al-Baszir pełnił funkcję ministra rozwoju i spraw humanitarnych w gabinecie Alego Kedy.
W styczniu 2024 r. Rada Szury Rządu Ocalenia zagłosowała za wyborem al-Baszira na premiera. Jego program wyborczy skupiał się na rozwoju e-administracji i automatyzacji pracy rządu. Jego administracja obniżyła opłaty za nieruchomości, złagodziła przepisy planistyczne i rozpoczęła konsultacje w sprawie rozszerzenia planu zagospodarowania przestrzennego miasta Idlib.
4 grudnia 2024 r. Al-Baszir udał się do zdobytego przez HTS Aleppo, aby nadzorować ponowne otwarcie instytucji rządowych i pochwalić pracowników poprzedniego rządu, którzy wrócili do pracy.
9 grudnia 2024 r., po upadku reżimu Assada, Al-Baszir otrzymał zadanie utworzenia rządu przejściowego. Następnego dnia został oficjalnie mianowany premierem rządu przejściowego do 1 marca 2025 roku. W telewizyjnym oświadczeniu al-Baszir ogłosił, że urzędnicy Rządu Ocalenia spotkali się z przedstawicielami poprzedniego rządu, aby ułatwić przekazanie władzy, a jego gabinet z Rządu Ocalenia przejmie odpowiednie role w rządzie przejściowym. 29 marca 2025 rząd został zreorganizowany, a urząd premiera został zniesiony ze względu na wprowadzenie tymczasowego systemu prezydenckiego. Od tego czasu Ahmad asz-Szara pełni zarówno obowiązki głowy państwa, jak i szefa rządu.